# Кузнецов, Ефим Андреевич
Ефим (Ефимий) Андреевич Кузнецов (1783—1850) — русский купец 1-й гильдии (1821), промышленник и меценат; статский советник (1850), потомственный почётный гражданин (1836).

## Биография
Родился в 1783 году.
Ефим Кузнецов был тобольским купцом, держателем питейных сборов по Иркутскому округу, продавал питейные напитки в Якутском и Илимском округах. Ещё в 1819 году он стал одним из немногих купцов, которым было предоставлено право монопольной торговли мясом в Иркутске. В начале 1820-х годов он переехал из Тобольска в Иркутск. Одним из первых получил право на поиск и разработку золота в Иркутской губернии: в 1830 году нашёл золото в верховьях реки Малой Янгозы.
В 1817 году Ефим Андреевич стал хозяином водочного завода и владельцем дома в Преображенском приходе, купленных им на аукционе у купца Василия Ситникова. В 1819 году вошёл в иркутскую масонскую ложу «Восточное светило». Приобретя со временем уважение и авторитет иркутян, дважды: в 1826–1829 и 1832–1835 годах он избирался городским головой. Кузнецов был дружен с декабристами. Именно в его иркутском доме останавливались, следуя за своими мужьями, Е. И. Трубецкая (сентябрь, 1826) и А. Г. Муравьёва (январь, 1827). В 1840-х годах не единожды у них гостила семья С. Волконского. Из воспоминаний князя Евгения Петровича Оболенского:

…в конце августа были уже в Иркутске. Нас принял исправляющий должность [губернатора] статский советник Горлов; с нами он обошёлся ласково и, поговорив с участием с каждым из нас, вышел из залы; вместе с ним вышли и другие, но оставался чиновник, нам тогда неизвестный (это был советник какой-то палаты Вахрушев). Во время нашей беседы с губернатором, он смотрел на нас с видимым участием; наконец, когда старшие чиновники удалились, он подходит ко мне; слезы у него были на глазах; едва внятным голосом от душевного волнения, он говорит мне: «не откажите мне ради Бога, примите» — и в руку кладёт мне 25 рублей; я не знал, что мне делать, говорю ему шёпотом: «не беспокойтесь — у меня деньги есть; я не нуждаюсь» — вновь те же слова: «ради Бога, примите» —- принуждал принять. До нашего конечного назначения в заводы, нам отвели квартиру частного пристава Затопляева; полицеймейстер в то время был Андрей Иванович Пирожков; городским головой был Ефим Андреевич Кузнецов, впоследствии столько прославившийся богатыми золотыми приисками, но ещё более общественною благотворительностью. Много внимания и участия оказали нам, как Ефим Андреевич, так и прочие чиновники и купечество, и по возможности старались нас успокоить и развлечь во время краткого пребывания нашего в квартире г. Затопляева, который сам, равно как и Андрей Иванович Пирожков, никаким словом и никаким поступком не оскорбили в нас того чувства собственного достоинства, которое неизменно нами сохранялось.

Ефим Андреевич Кузнецов много занимался благотворительностью: он построил здание городской больницы, здание бывшего военного госпиталя, училище для девиц духовного звания; пожертвовал 100 000 рублей на строительство Института благородных девиц. Много средств вложил в строительство каменного корпуса для братии в Вознесенском монастыре. В 1849 году пожертвовал 250 000 рублей на строительство в Иркутске Кафедрального собора, который был заложен в 1873 году после смерти Кузнецова (был построен в 1893 году, уничтожен в 1934 году). Еще при своей жизни он заказал в Москве для собора две иконы с изображениями Святителя Николая Чудотворца и своего святого — Евфимия, архиепископа Новгородского. 
В последние годы жизни Ефим Андреевич числился церковным старостой в Богоявленском кафедральном соборе. В день его кончины, 26 сентября 1850 года, преосвященный архиепископ Нил совершил здесь литургию. Е. А. Кузнецов был похоронен на территории Преображенской церкви против алтаря холодной церкви. Жена — Ефимия Васильевна (?—1851), детей не было; была похоронена рядом с мужем.

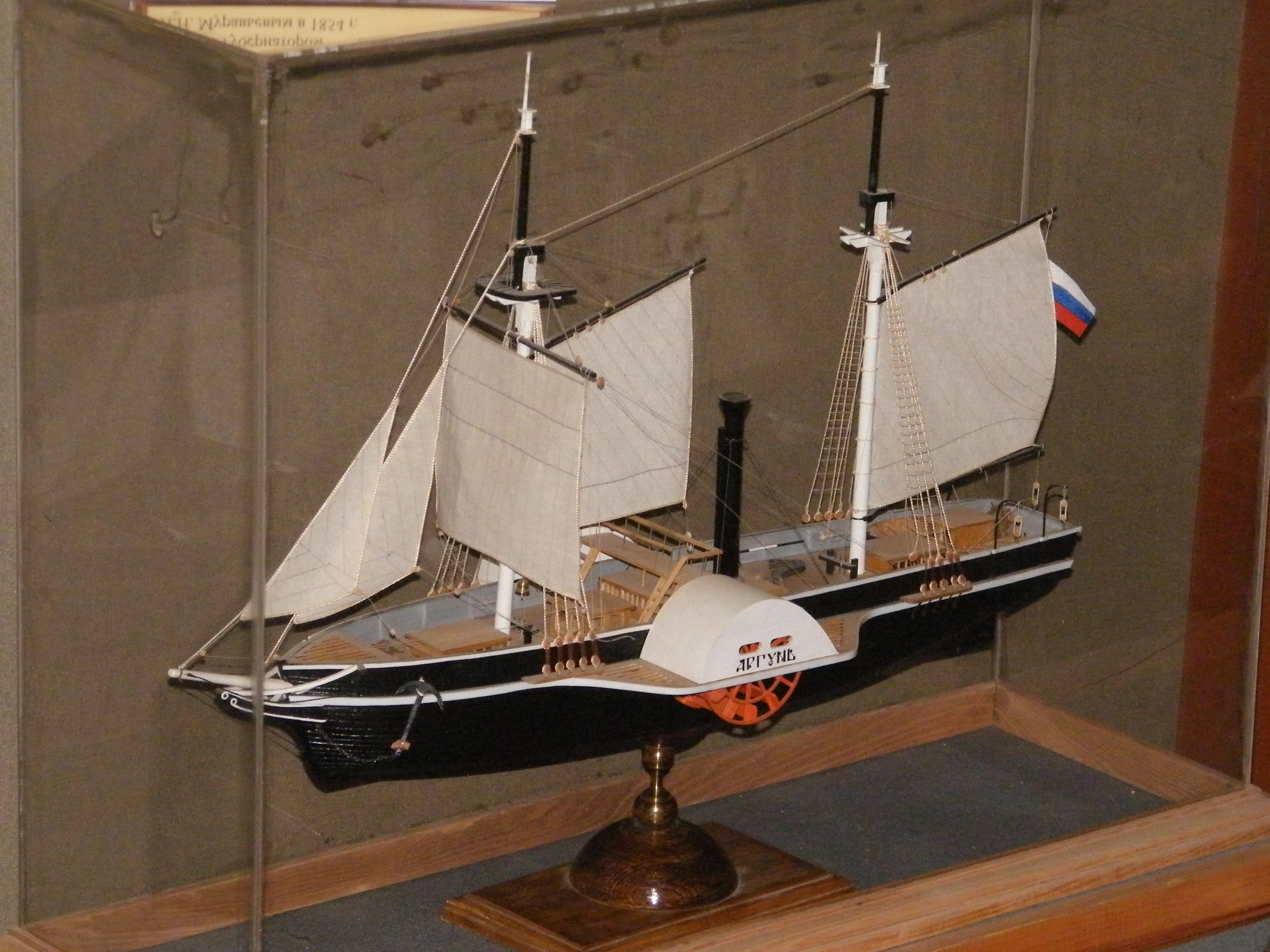
Модель парохода «Аргунь», первого парохода на Амуре. (Хабаровский краевой музей имени Н. И. Гродекова)

Был награждён медалями и орденами Российской империи, в числе которых Святой Анны 3-й степени и Святого Владимира 3-й степени.
Интересно, что Ефим Андреевич Кузнецов в течение нескольких лет пожертвовал на проведение Амурской экспедиции порядка 30 миллионов рублей. В 1854 году, уже после его смерти, из этих денег был построен первый в крае плоскодонный пароход «Аргунь», который курсировал по Амуру.